# Persone di cognome Marshall
| Questa pagina contiene informazioni ricavate automaticamente dalle voci biografiche con l'ausilio del template Bio e di un bot. L'aggiornamento è periodico e automatico e ricostruisce completamente la pagina. Se manca una persona in questa lista, sei pregato di non aggiungerla, ma accertati piuttosto che la sua voce biografica contenga il template Bio e che i dati anagrafici siano correttamente compilati. Se il template Bio manca, inseriscilo tu stesso o, in alternativa, metti l'avviso {{tmp\|Bio}} che ne segnala la mancanza. Se i dati riportati sono sbagliati, correggi direttamente la voce biografica; le modifiche saranno visibili in questa lista entro pochi giorni. Per chiarimenti vedi il progetto antroponimi. La lista contiene solo le 136 persone che sono citate nell'enciclopedia e per le quali è stato implementato correttamente il template Bio. Pagina aggiornata al 23 giu 2025. |

Questa è una lista di persone presenti nell'enciclopedia che hanno il cognome Marshall, suddivise per attività principale.

## Allenatori di calcio(3)
- Andy Marshall, allenatore di calcio e ex calciatore inglese (Bury St Edmunds, n. 1975)
- Frank Marshall, allenatore di calcio e calciatore inglese (Sheffield, n. 1929 - Svezia, † 2015)
- Scott Marshall, allenatore di calcio e ex calciatore scozzese (Edimburgo, n. 1973)

## Allenatori di football americano(1)
- John Marshall, allenatore di football americano e giocatore di football americano statunitense (Grover Beach, n. 1945 - Santa Clara, † 2021)

## Allenatori di pallacanestro(1)
- Gregg Marshall, allenatore di pallacanestro statunitense (Greenwood, n. 1963)

## Archeologi(1)
- John Hubert Marshall, archeologo britannico (Chester, n. 1876 - Guildford, † 1958)

## Artisti(1)
- Kerry James Marshall, artista e pittore statunitense (Birmingham, n. 1955)

## Attori(12)
- Bryan Marshall, attore britannico (Battersea, n. 1938 - † 2019)
- Don Marshall, attore, doppiatore e regista statunitense (San Diego, n. 1936 - Los Angeles, † 2016)
- E.G. Marshall, attore statunitense (Owatonna, n. 1914 - Bedford, † 1998)
- Herbert Marshall, attore britannico (Londra, n. 1890 - Beverly Hills, † 1966)
- Ken Marshall, attore e produttore cinematografico statunitense (New York, n. 1950)
- Kris Marshall, attore britannico (Malmesbury, n. 1973)
- Larry Marshall, attore e cantante statunitense (Spartanburg, n. 1943)
- Peter Marshall, attore cinematografico britannico (Hull, n. 1957 - Johannesburg, † 1986)
- Sean Marshall, attore statunitense (Canoga Park, n. 1965)
- Tully Marshall, attore statunitense (Nevada City, n. 1864 - Encino, † 1943)
- William Marshall, attore e regista statunitense (Gary, n. 1924 - Los Angeles, † 2003)
- William Marshall, attore e regista statunitense (Chicago, n. 1917 - Boulogne-Billancourt, † 1994)

## Attrici(11)
- Zena Marshall, attrice britannica (Nairobi, n. 1926 - Londra, † 2009)
- Amber Marshall, attrice canadese (London, n. 1988)
- Brenda Marshall, attrice statunitense (Negros, n. 1915 - Palm Springs, † 1992)
- Penny Marshall, attrice, regista e produttrice cinematografica statunitense (New York, n. 1943 - Los Angeles, † 2018)
- Debra Marshall, attrice e ex wrestler statunitense (Tuscaloosa, n. 1960)
- Hannah Marshall, attrice neozelandese (Greenlane, n. 1984)
- Mona Marshall, attrice, doppiatrice e comica statunitense (Los Angeles, n. 1947)
- Paula Marshall, attrice statunitense (Rockville, n. 1964)
- Siobhan Marshall, attrice neozelandese (Auckland, n. 1983)
- Tonie Marshall, attrice, sceneggiatrice e regista francese (Neuilly-sur-Seine, n. 1951 - Parigi, † 2020)
- Vanessa Marshall, attrice e doppiatrice statunitense (New York, n. 1969)

## Bassisti(1)
- Brian Marshall, bassista statunitense (Fort Walton Beach, n. 1973)

## Biologhe(1)
- Sheina Marshall, biologa scozzese (Rothesay, n. 1896 - Millport, † 1977)

## Calciatori(15)
- Alex Marshall, calciatore giamaicano (Kingston, n. 1998)
- Ben Marshall, calciatore inglese (Salford, n. 1991)
- Callum Marshall, calciatore nordirlandese (Glengormley, n. 2004)
- Chad Marshall, ex calciatore statunitense (Riverside, n. 1984)
- Cliff Marshall, calciatore inglese (Liverpool, n. 1955 - † 2021)
- David Marshall, ex calciatore scozzese (Glasgow, n. 1985)
- Bob Wilson, ex calciatore scozzese (Chesterfield, n. 1941)
- Ian Marshall, ex calciatore inglese (Liverpool, n. 1966)
- Jordan Marshall, calciatore inglese (Newcastle upon Tyne, n. 1996)
- Marc Marshall, calciatore grenadino (n. 1985)
- Miguel Marshall, calciatore anglo-verginiano (n. 2002)
- Odah Marshall, calciatore nigeriano (n. 1992)
- Rhys Marshall, calciatore nordirlandese (Craigavon, n. 1995)
- Tyrone Marshall, ex calciatore giamaicano (Kingston, n. 1974)
- Yohance Marshall, ex calciatore trinidadiano (Port of Spain, n. 1986)

## Cantanti(2)
- Amanda Marshall, cantante canadese (Toronto, n. 1972)
- King Krule, cantante e musicista britannico (Londra, n. 1994)

## Cantautrici(1)
- Cat Power, cantautrice statunitense (Atlanta, n. 1972)

## Cestiste(2)
- Bronwyn Marshall, ex cestista australiana (Mackay, n. 1963)
- Tyaunna Marshall, cestista statunitense (Upper Marlboro, n. 1992)

## Cestisti(12)
- Tom Marshall, cestista e allenatore di pallacanestro statunitense (Mt. Juliet, n. 1931 - Fort Myers, † 2024)
- Donny Marshall, ex cestista statunitense (Detroit, n. 1972)
- Donyell Marshall, ex cestista e allenatore di pallacanestro statunitense (Reading, n. 1973)
- Jermaine Marshall, cestista statunitense (Goldsboro, n. 1990 - Nantes, † 2019)
- Kendall Marshall, ex cestista statunitense (Dumfries, n. 1991)
- Khyle Marshall, ex cestista e allenatore di pallacanestro statunitense (Miami, n. 1992)
- Naji Marshall, cestista statunitense (Atlantic City, n. 1998)
- Rawle Marshall, ex cestista guyanese (Georgetown, n. 1982)
- Sean Marshall, ex cestista statunitense (Rialto, n. 1985)
- Vester Marshall, ex cestista e allenatore di pallacanestro statunitense (n. 1948)
- Wayne Marshall, cestista statunitense (Filadelfia, n. 1986)
- Zeke Marshall, cestista statunitense (Pittsburgh, n. 1990)

## Chirurghi(1)
- John Marshall, chirurgo britannico (Ely, n. 1818 - Chelsea, † 1891)

## Chitarristi(2)
- Arik Marshall, chitarrista statunitense (Los Angeles, n. 1967)
- John Marshall, chitarrista e compositore statunitense (Schuyler, n. 1962)

## Compositori(2)
- Ingram Marshall, compositore e docente statunitense (Mount Vernon, n. 1942 - † 2022)
- Phil Marshall, compositore statunitense

## Contrabbassisti(1)
- Wendell Marshall, contrabbassista statunitense (Saint Louis, n. 1920 - Saint Louis, † 2002)

## Coreografe(1)
- Kathleen Marshall, coreografa e regista teatrale statunitense (Madison, n. 1962)

## Direttori della fotografia(1)
- William Marshall, direttore della fotografia statunitense (n. 1885 - Los Angeles, † 1943)

## Dirigenti d'azienda(1)
- Paul Roderick Clucas Marshall, manager inglese (Ealing, n. 1959)

## Dirigenti sportivi(1)
- George Preston Marshall, dirigente sportivo statunitense (Grafton, n. 1896 - † 1969)

## Economisti(1)
- Alfred Marshall, economista inglese (Londra, n. 1842 - Cambridge, † 1924)

## Esploratori(1)
- Eric Marshall, esploratore, medico e cartografo britannico (Londra, n. 1879 - Isola di Wight, † 1963)

## Generali(1)
- George Marshall, generale e politico statunitense (Uniontown, n. 1880 - Washington, † 1959)

## Giocatori di football americano(6)
- Brandon Marshall, ex giocatore di football americano statunitense (Pittsburgh, n. 1984)
- Brandon Marshall, giocatore di football americano statunitense (Las Vegas, n. 1989)
- Iman Marshall, giocatore di football americano statunitense (Long Beach, n. 1997)
- Jim Marshall, giocatore di football americano statunitense (Danville, n. 1937 - Minneapolis, † 2025)
- Jonathan Marshall, giocatore di football americano statunitense (Shepherd, n. 1997)
- Wilber Marshall, ex giocatore di football americano statunitense (Titusville, n. 1962)

## Giornalisti(1)
- Tim Marshall, giornalista e saggista britannico (n. 1959)

## Giuristi(2)
- Samuel Marshall, giurista britannico († 1823)
- Thurgood Marshall, giurista statunitense (Baltimora, n. 1908 - Bethesda, † 1993)

## Hockeisti su ghiaccio(1)
- Willie Marshall, hockeista su ghiaccio canadese (Kirkland Lake, n. 1931 - Lebanon, † 2023)

## Imprenditori(1)
- Jim Marshall, imprenditore britannico (Londra, n. 1923 - Londra, † 2012)

## Ingegneri(1)
- Rob Marshall, ingegnere britannico (Taunton, n. 1968)

## Medici(1)
- Barry J. Marshall, medico australiano (Kalgoorlie, n. 1951)

## Mezzofondisti(1)
- George Marshall, mezzofondista, velocista e tennista britannico (Patrasso, n. 1876)

## Militari(1)
- Charles Marshall, militare statunitense (Warrenton, n. 1830 - Baltimora, † 1902)

## Modelle(2)
- Celeste Marshall, modella bahamense (Nassau, n. 1993)
- Kristal Marshall, modella, attrice e ex wrestler statunitense (Los Angeles, n. 1983)

## Modelli(1)
- Kurt Marshall, modello e attore statunitense (Waterville, n. 1965 - Los Angeles, † 1988)

## Musicisti(1)
- Grant Marshall, musicista britannico (Bristol, n. 1959)

## Naturalisti(1)
- George Frederick Leycester Marshall, naturalista britannico (n. 1843 - † 1934)

## Nuotatori(2)
- John Marshall, nuotatore australiano (Bondi, n. 1930 - Melbourne, † 1957)
- Peter Marshall, ex nuotatore statunitense (Atlanta, n. 1982)

## Nuotatrici(2)
- Christine Marshall, nuotatrice statunitense (Newport News, n. 1986)
- Melanie Marshall, ex nuotatrice britannica (Boston, n. 1982)

## Organisti(1)
- Wayne Marshall, organista, direttore d'orchestra e pianista inglese (Oldham, n. 1961)

## Ottici(1)
- John Marshall, ottico inglese (n. 1663 - † 1712)

## Pallavolisti(1)
- Steven Marshall, pallavolista canadese (Abbotsford, n. 1989)

## Piloti di rally(1)
- Sebastian Marshall, copilota di rally britannico (Tunbridge Wells, n. 1988)

## Politici(8)
- Humphrey Marshall, politico statunitense (Orlean, n. 1760 - Lexington, † 1841)
- James William Marshall, politico statunitense (Wilson, n. 1822 - Washington, † 1910)
- John Marshall, politico e avvocato statunitense (Germantown, n. 1755 - Filadelfia, † 1835)
- Jack Marshall, politico e avvocato neozelandese (Wellington, n. 1912 - Snape, † 1988)
- Roger Marshall, politico statunitense (El Dorado, n. 1960)
- Thomas Francis Marshall, politico e avvocato statunitense (Frankfort, n. 1801 - † 1864)
- Thomas R. Marshall, politico statunitense (North Manchester, n. 1854 - Washington, † 1925)
- William Rainey Marshall, politico statunitense (Columbia, n. 1825 - Pasadena, † 1896)

## Produttori cinematografici(1)
- Frank Marshall, produttore cinematografico e regista statunitense (Glendale, n. 1946)

## Registi(4)
- Garry Marshall, regista, attore e sceneggiatore statunitense (New York, n. 1934 - Burbank, † 2016)
- George Marshall, regista, sceneggiatore e attore statunitense (Chicago, n. 1891 - Los Angeles, † 1975)
- Neil Marshall, regista, sceneggiatore e montatore inglese (Newcastle upon Tyne, n. 1970)
- Rob Marshall, regista e coreografo statunitense (Madison, n. 1960)

## Registi teatrali(1)
- Norman Marshall, regista teatrale, direttore teatrale e produttore teatrale inglese (Rawalpindi, n. 1901 - † 1980)

## Rugbisti a 15(3)
- Tom Marshall, rugbista a 15 neozelandese (Auckland, n. 1990)
- James Marshall, rugbista a 15 neozelandese (Auckland, n. 1988)
- Justin Marshall, ex rugbista a 15, conduttore televisivo e imprenditore neozelandese (Gore, n. 1973)

## Scacchisti(1)
- Frank Marshall, scacchista statunitense (New York, n. 1877 - Jersey City, † 1944)

## Sciatori alpini(3)
- Cody Marshall, ex sciatore alpino statunitense (Randolph, n. 1982)
- Jesse Marshall, ex sciatore alpino statunitense (n. 1980)
- Tucker Marshall, ex sciatore alpino statunitense (n. 1990)

## Sciatrici alpine(1)
- Chelsea Marshall, ex sciatrice alpina statunitense (Randolph, n. 1986)

## Scrittori(1)
- Bruce Marshall, scrittore britannico (Edimburgo, n. 1899 - Biot, † 1987)

## Scrittrici(2)
- Frances Partridge, scrittrice inglese (Londra, n. 1900 - Londra, † 2004)
- Paule Marshall, scrittrice statunitense (Brooklyn, n. 1929 - Richmond, † 2019)

## Tennisti(1)
- William Marshall, tennista e architetto britannico (Londra, n. 1849 - Hindhead, † 1921)

## Teologi(1)
- Ian Howard Marshall, teologo e biblista britannico (Carlisle, n. 1934 - † 2015)

## Velociste(1)
- Pam Marshall, ex velocista statunitense (Hazelhurst, n. 1960)

## Zoologi(1)
- William Marshall, zoologo tedesco (Weimar, n. 1845 - Lipsia, † 1907)

## Senza attività specificata(2)
- James Wilson Marshall, statunitense (Hopewell Township, n. 1810 - Kelsey, † 1885)
- Marilyn Marshall, ex giocatrice di softball, dirigente sportiva e ex calciatrice neozelandese (Wellington, n. 1949)